# Chondrometra robusta
Chondrometra robusta is een haarster uit de familie Charitometridae.
De wetenschappelijke naam van de soort werd in 1911 gepubliceerd door Austin Hobart Clark.